# Mogadishustadion
Het Mogadishustadion (Somalisch: Garoonka Muqdisho) is een voetbalstadion in de Somalische hoofdstad Mogadishu, het grootste stadion van het land en het op zes na grootste van Afrika. Het werd in 1978 geopend.
Het stadion werd herbouwd in 2009 en vergroot tot 65.000 zitplaatsen. In 2020 volgde er een tweede renovatie, waarbij een kunstgrasveld werd aangelegd. Het is het thuisstadion van zowel Elman FC en Banaadir Telecom FC. Elman FC werd in het stadion reeds negenmaal landskampioen. In dit stadion staan de trofeeën van zes clubs.